# Carol Burandt von Kameke
Carol Burandt von Kameke (* 1978 in Freiburg im Breisgau) ist ein deutscher Kameramann.
Carol Burandt von Kameke wurde ab 2000 als Kameraassistent bei Film und Fernsehen tätig. 2006 bis 2008 absolvierte er ein Kamerastudium an der Hamburg Media School, wo bereits erste Kurzfilme entstanden. Die Kurzfilme Schautag und Oshima brachten ihm 2009 und 2011 jeweils eine Nominierung für den Deutschen Kamerapreis ein. Beim Uganda Film Festival 2015 gewann er die Auszeichnung für die beste Kameraarbeit mit dem Film Abaabi Ba Boda Boda.
Zwischen 2012 und 2017 hatte er immer wieder Lehraufträge als Gastdozent an der Medienakademie Hamburg sowie der HBK Braunschweig. Es folgten größere Film- und Fernsehproduktionen. Von September 2017 bis August 2019 hatte er beim Hessischen Rundfunk eine Festanstellung als Spielfilmkameramann.

## Filmografie (Auswahl)
- 2006: Security (Kurzfilm)
- 2009: Schautag (Kurzfilm)
- 2010: Oshima (Kurzfilm)
- 2013: Endzeit
- 2013: Dead
- 2014: Altersglühen – Speed Dating für Senioren
- 2015: Abaabi Ba Boda Boda
- 2015: Familie verpflichtet
- 2016: Schrotten!
- 2017: Zwischen den Jahren
- 2018: Whatever Happens Next
- 2018: Bist du glücklich?
- 2018: Tatort: Der Turm
- 2019: Tatort: Das Monster von Kassel
- 2020: Tatort: Die Ferien des Monsieur Murot
- 2021: Tatort: Tödliche Flut
- 2021: Tilo Neumann und das Universum
- 2022: Polizeiruf 110: Seine Familie kann man sich nicht aussuchen
- 2022: Zurück aufs Eis
- 2022: Höllgrund (Fernsehserie)
- 2023: Lassie – Ein neues Abenteuer
- 2023: Stralsund: Der lange Schatten
- 2025: Ganzer halber Bruder